# Plattenseeli
Das Plattenseeli ist ein Bergsee im Schweizer Kanton St. Gallen. Er liegt südwestlich des Gipfels des Plattenspitzes auf 2319 m ü. M.
Sein Abfluss speist den Hinter Plattenbach, ein linker Nebenfluss der Tamina, deren Wasser nach weiteren rund drei Kilometern den Gigerwaldsee erreicht.
Erreichbar ist das Plattenseeli über einen Bergwanderweg aus dem Calfeisental via Plattenalp.